# Бур (притока Оленька)
Бур (Буур, Пур) — річка в Росії, протікає в Східному Сибіру територією Оленьоцького і Булунського улусів Якутії, ліва притока річки Оленьок.
Довжина річки — близько 501 км, площа водозбірного басейну — 13 900 км². Живлення снігове і дощове. За даними спостережень із 1980 по 1994 рік середньорічна витрата води за 19 км від гирла становить 70,76 м³/с. Протікає Північно-Сибірською низовиною.

## Основні притоки
(відстань від гирла)
- 75 км: річка Ноюо (лв)
- 127 км: річка Кира-Хос-Терюттях (лв)
- 261 км: річка Ари-Онгорбут (лв)

## Дані водного реєстру
За даними державного водного реєстру Росії відноситься до Ленського басейнового округу, річковий басейн річки — Оленьок, річковий підбасейн річки — відсутній, водогосподарська ділянка річки — Оленьок від водомірного посту гідрометеорологічної станції Сухана до гирла.
Код об'єкту в державному водному реєстрі — 18020000212117600061132 .